# Frans Kaashoek
Marinus Frans Kaashoek (* 1965 in Leiden) ist ein niederländischer Informatiker und Professor am Massachusetts Institute of Technology (MIT).
Kaashoek studierte an der Freien Universität Amsterdam, an der er 1992 bei Andrew Tanenbaum promoviert wurde (Group communication in distributed computer systems). Seit 1993 ist er Mitglied von CSAIL am MIT und er ist Charles Piper Professor am MIT.
Er befasst sich mit Betriebssystemen (Exokernel mit seinem Doktoranden Dawson Engler), Computernetzwerken, Programmiersprachen, Compilern und Computerarchitektur für verteilte, mobile und parallele Systeme.
2010 erhielt er den ACM Prize in Computing (ACM Infosys Award) für seine umwälzenden Beiträge zur Strukturierung, Robustheit, Skalierbarkeit und Sicherheit von Software-Systemen, die effiziente, mobile und stark verteilte Anwendungen ermöglichten und wichtige neue Forschungsrichtungen schufen (Laudatio). 2004 wurde er Fellow der Association for Computing Machinery (ACM), 2006 Mitglied der National Academy of Engineering und 2012 der American Academy of Arts and Sciences. 2001 erhielt er den Mark Weiser Award.
1998 war er Mitgründer der Firma Sightpath Inc. (2000 von Cisco Systems übernommen) und er war Mitgründer von Mazu Networks Inc. (2009 von Riverbed Technology übernommen). 
Zu seinen Doktoranden gehören Eddie Kohler, David Mazières, Dawson Engler und Sanjay Ghemawat.

## Schriften
- mit Jerome H. Saltzer: Principles of Computer System Design: An Introduction, Morgan Kaufman 2009